# Jüdischer Friedhof (Chlistov)

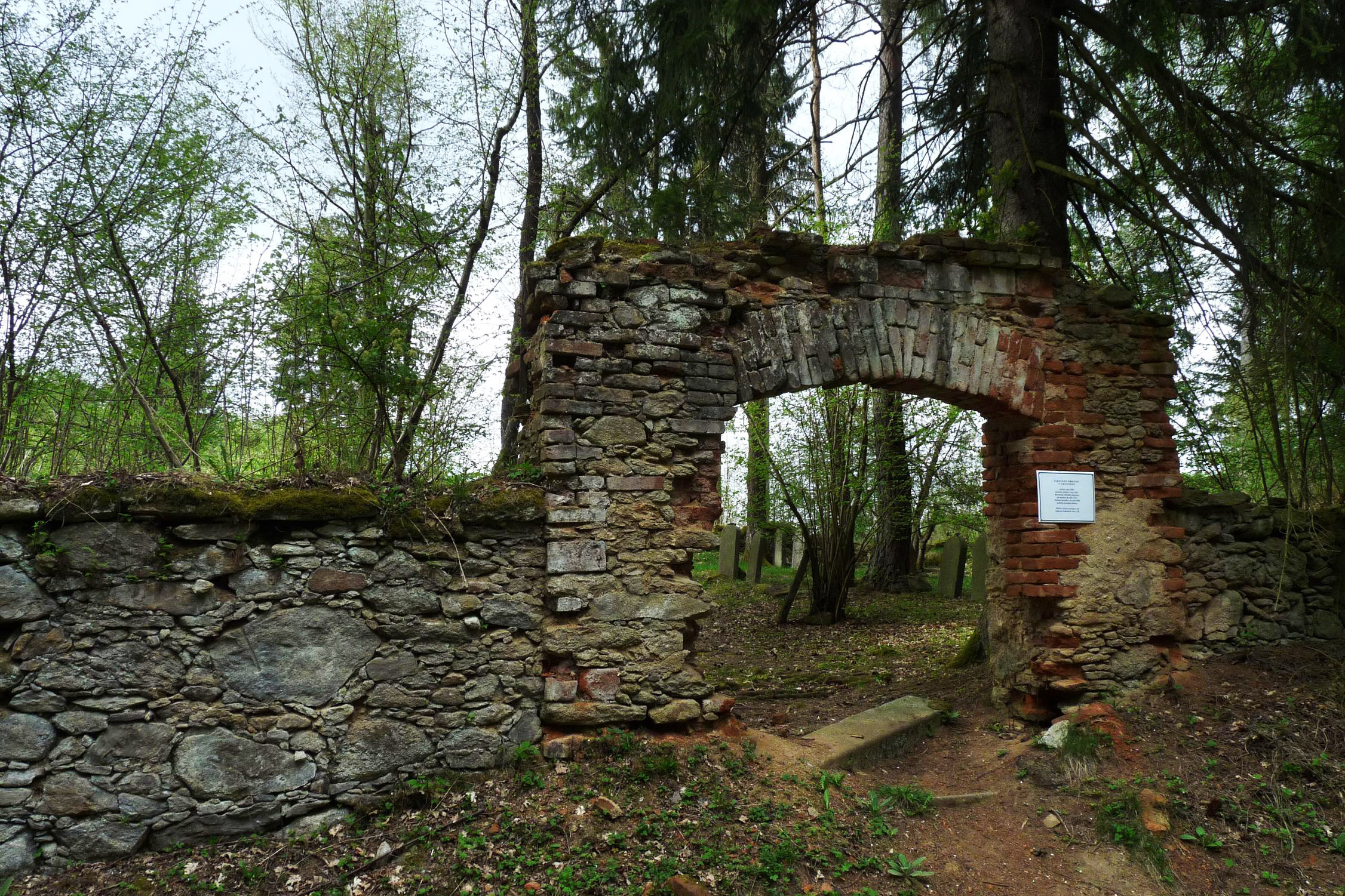
Eingang zum jüdischen Friedhof in Chlistov

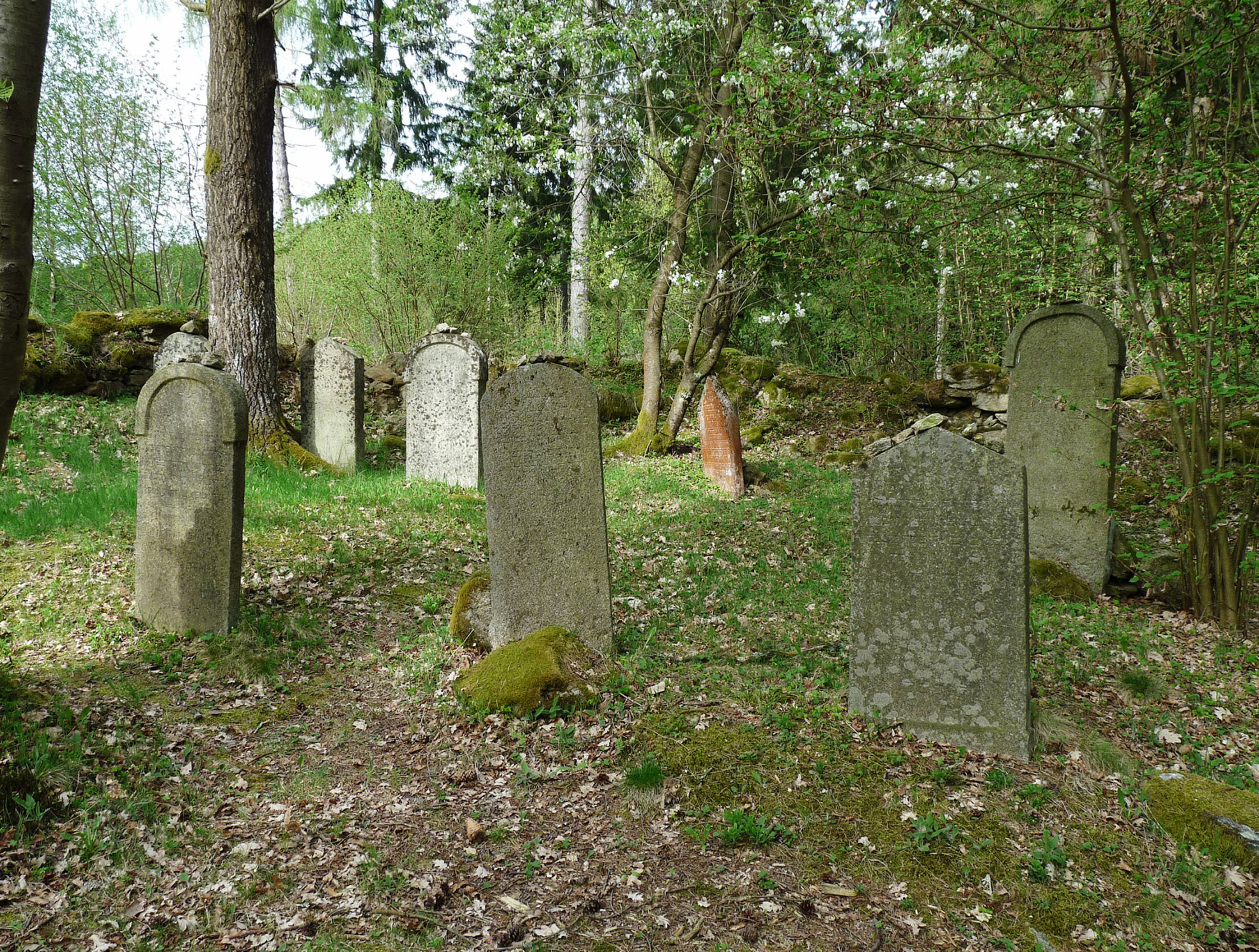
Ansicht

Der Jüdische Friedhof in Chlistov (deutsch Chlistau, 1939 bis 1945 Klistau), einer Stadt im Okres Klatovy in Tschechien, wurde 1869 angelegt. Der jüdische Friedhof auf einer Kuppe im Wald nördlich von Chlístov ist seit 1995 ein geschütztes Kulturdenkmal.